# Bulboaca (Anenii Noi)
Bulboaca è un comune della Moldavia situato nel distretto di Anenii Noi di 5.095 abitanti al censimento del 2004
Nel territorio del comune sorge il Castello di Mimi, tra i principali monumenti storico-culturali della Moldavia.